# Alcalde de Jaramijó
El Alcalde de Jaramijó es la máxima autoridad administrativa y política de la ciudad de Jaramijó y del cantón. Es la cabeza del cabildo y representante del municipio, lidera el poder ejecutivo del gobierno municipal.
El actual alcalde de la ciudad es Sr. Simetrio Calderón Alava, miembro del movimiento ALIANZA OPORTUNIDAD Y CAMBIO EXCEPCIÓN 17-20, designado por sufragio en las elecciones seccionales de 2019, tomó posesión del cargo el 14 de mayo de 2019.

## Lista de alcaldes de Jaramijó
A continuación se enlistan los 4 últimos alcaldes de Jaramijó:
| Periodo    | Alcalde                 |
| 1999-2000  | Patricia Moncayo        |
| 2000-2005  | Doris López             |
| 2005-2009  | Bawer Bailón Pico       |
| 2009- 2011 | Doris López             |
| 2011- 2014 | Patricia Moncayo        |
| 2014-2019  | Bawer Bailón Pico       |
| Desde 2019 | Simetrio Calderón Alava |